# Mistrzostwa Świata Juniorów w Snowboardzie 2014
Mistrzostwa Świata juniorów w Snowboardzie 2014 – osiemnaste mistrzostwa świata juniorów w snowboardzie. Odbyły się w dniach 24 marca – 3 kwietnia 2014 roku we włoskim mieście Chiesa in Valmalenco.
Były to już trzecie mistrzostwa świata juniorów w snowboardzie rozgrywane w tym mieście. Poprzednie odbyły się w 2008 i 2011 roku. 

## Wyniki

### Mężczyźni
| Konkurencja         | Data       | Złoto                                      | Srebro                                     | Brąz                                    |
| Gigant równoległy   | 24 marca   | Walerij Kolegow                            | Lee Sang-ho                                | Władisław Szkurichin                    |
| Slalom równoległy   | 25 marca   | Dmitrij Tajmulin                           | Maurizio Bormolini                         | Władisław Szkurichin                    |
| Halfpipe            | 26 marca   | Tim-Kevin Ravnjak                          | Lyon Farrell                               | Michael Schärer                         |
| Slopestyle          | 30 marca   | Michael Schärer                            | Rowan Coultas                              | Stian Kleivdal                          |
| Snowcross           | 2 kwietnia | Daniił Dilman                              | Lucas Eguibar                              | Ken Vuagnoux                            |
| Snowcross drużynowy | 3 kwietnia | Australia I Jarryd Hughes · Matthew Thomas | Rosja I Aleksandr Guzaczew · Daniił Dilman | Szwajcaria I Nick Watter · Jerome Lyman |

### Kobiety
| Konkurencja         | Data       | Złoto                                         | Srebro                                      | Brąz                                          |
| Gigant równoległy   | 24 marca   | Natalja Sobolewa                              | Emilie Aurange                              | Cheyenne Loch                                 |
| Slalom równoległy   | 25 marca   | Natalja Sobolewa                              | Michelle Dekker                             | Cheyenne Loch                                 |
| Halfpipe            | 26 marca   | Verena Rohrer                                 | Zoe Kalapos                                 | Emily Arthur                                  |
| Slopestyle          | 30 marca   | Hailee Mattingley                             | Elli Pikkujamsa                             | Katie Ormerod                                 |
| Snowcross           | 2 kwietnia | Charlotte Bankes                              | Elisa Ravel                                 | Sarah Devouassoux                             |
| Snowcross drużynowy | 3 kwietnia | Francja II Charlotte Bankes · Chloé Trespeuch | Francja III Juliette Lefèvre · Emma Bernard | Włochy I Sofia Belingheri · Francesca Gallina |

## Tabela medalowa
| Lp. | Państwo           | złoto | srebro | brąz | Suma |
| --- | ----------------- | ----- | ------ | ---- | ---- |
| 1   | Rosja             | 5     | 1      | 2    | 8    |
| 2   | Francja           | 2     | 3      | 2    | 7    |
| 3   | Szwajcaria        | 2     | 0      | 2    | 4    |
| 4   | Stany Zjednoczone | 1     | 1      | 0    | 2    |
| 5   | Australia         | 1     | 0      | 1    | 2    |
| 6   | Słowenia          | 1     | 0      | 0    | 1    |
| 7   | Wielka Brytania   | 0     | 1      | 1    | 2    |
| 7   | Włochy            | 0     | 1      | 1    | 2    |
| 9   | Finlandia         | 0     | 1      | 0    | 1    |
| 9   | Hiszpania         | 0     | 1      | 0    | 1    |
| 9   | Holandia          | 0     | 1      | 0    | 1    |
| 9   | Korea Południowa  | 0     | 1      | 0    | 1    |
| 9   | Nowa Zelandia     | 0     | 1      | 0    | 1    |
| 14  | Niemcy            | 0     | 0      | 2    | 2    |
| 15  | Norwegia          | 0     | 0      | 1    | 1    |